# Sabra
Sabra — основний бойовий танк, розроблений в 2002—2005 роках ізраїльською компанією «Israel Military Industries» в результаті глибокої модернізації американського танка M60A3. В ході модифікації були враховані вимоги до основних танків армії Ізраїлю.
Екіпаж танка складається з чотирьох осіб: командира, механіка-водія, стрільця-навідника і заряджаючого.

## Варіанти і модифікації
- Sabra Mk.I — перший варіант, розроблений на базі танка «Магах-7С» («Magach-7C») — модифікації M60, яка стояла на озброєнні ЦАХАЛ[3]. Танк оснащений американським двигуном Continental AVDS-1790-5A і трансмісією Allison CD850-6BX. На даху башти, над люком командира встановлений 7,62-мм кулемет MG3A1 (передбачена також можливість установки другого 7,62-мм або 5,56-мм кулемети).
- M60T (Sabra Mk.II) — друга модель, з встановленим комплектом динамічного захисту та тепловізором CITV для командира танка. Також танк оснащений новим, більш потужним двигуном MTU 881 KA-501 і новою трансмісією Renk 304S[4]. На даху башти встановлена командирська башточка з 12,7-мм кулеметом M85. Ствол гармати оснащений теплоізоляційним кожухом. Перший прототип був виготовлений в листопаді 2005 року, переобладнання танків тривало з початку 2007 року до жовтня 2009 року[5]. Загальна вартість програми модернізації 170 танків склала 688 млн. доларів (тобто, модернізація кожного танка коштувала понад 4 млн доларів)[6].
- Sabra Mk.III — третя модифікація, зі змінами в ходовій частині (використовуються широкі гусениці від ізраїльського танка Merkava Mk.IV). Оснащена системою попередження про опромінення РЛС. Замість командирської башточки, на даху башти встановлений дистанційно керований 7,62-мм кулемет.

## Конструкція

### Захист
У порівнянні з M60, бронювання танка «Сабра» значно посилено. На танк встановлено модульний комплект пасивної броньовий захисту, яка може бути змінена в залежності від бойової обстановки.
В 2017 році була підписана угода про постачання до Туреччини комплексів активного захисту «Заслін» для обладнання ними турецьких танків M60A3 Sabra. Перші комплекси мали надійти навесні 2018 року. В травні 2018 року журналісти помітили на фабриці фірми Aselsan модернізовані танки M60 із вже встановленими комплексами активного захисту.

### Озброєння
Основним озброєнням танка є 120-мм гладкоствольна гармата MG253 виробництва компанії «Israel Military Industries» (на зразок встановленої на танках Merkava Mk3). Гармата має велику дальність стрільби і бронепробиття, вона здатна стріляти 120-мм снарядами стандарту НАТО, в тому числі бронебійними опереними підкаліберними снарядами з піддоном, що відокремлюється (Armour Piercing Fin-Stabilised Discarding Sabot — APFSDS).
Для наведення гармати використовуються перископний прилад денного бачення (×8), прилад нічного бачення (×5.3) виробництва компанії «El-Op» і лазерний далекомір «Nd:YAG». Приціл гармати стабілізовано в двох площинах, наведення може здійснювати стрілець-навідник або командир танка. Танк оснащений комп'ютеризованою системою управління вогнем виробництва ізраїльських компаній «Electro-Optics Industries Ltd.» («El-Op») і «Elbit Systems».
Обертання гібридної турелі і гармати забезпечує гідравлічний і електричний допоміжні двигуни. Система управління вогнем гармати інтегрована з системою управління башти, що забезпечує високу точність стрільби по нерухомим і по рухомих цілям.
Як допоміжне озброєння на танку встановлені 60-мм міномет «солтам» (аналогічне рішення виконане у танках «Меркава») і два 7,62-мм або 5,56-мм кулемети. Для постановки димової завіси на танку встановлені димові гранатомети.
Оснащення танків «Merkava» та «Sabra» мінометом розширило перелік вогневих завдань, які можуть виконувати екіпажі цих бойових машин, за рахунок можливості ведення вогню за навісною траєкторією. Крім підвищення вогневої міці, встановлення на танках мінометів додало бойовим машинам тактичної самостійності, особливо під час дій у населених пунктах, на пересіченій місцевості та за відсутності ефективної артилерійської підтримки.
Боєкомплект до гармати становить 42 шт. 120-мм снарядів, про кількість патронів до кулеметів відомостей немає.

### Ходова частина
У зв'язку зі збільшенням маси танка ходова частина була модернізована. Провідна шестерня модифікована під умови їзди по пересіченій місцевості.

### Додаткове обладнання
Танк оснащено радіостанцією та автоматичною системою пожожогасіння «Knight».

## Бойове застосування

### Військова операція проти Ісламської держави
Турецькі танки M60T були задіяні у військовій операції проти Ісламської держави, зокрема, на півночі Іраку.
Зокрема, 19 квітня 2016 року ІДІЛ поширило відео нападу на турецький спостережний пункт неподалік міста Башіка за 30 на північ від Мосула.
Бойовик Ісламської держави здійснив постріл з пускової установки 9К129 «Корнет» по танку, що знаходився на окопаній позиції на вершині пагорбу. На відео було видно, як ракета влучила в танк та вибухнула.
Натомість турецькі ЗМІ поширили фотографію начебто цього самого танку, на якій було видно ушкодження, проте пробиття броні башти не було і танк не був знищений.
Танки M60T брали участь і в боях за місто Аль-Баб на півночі Сирії під час операції «Щит Євфрату». Бої розпочались в грудні 2016 року і спочатку турецькі сили зіштовхнулись із запеклим опором бойовиків ІДІЛ. 20 січня 2017 року ІДІЛ оприлюднила відео (трохи довше 20 хвилин), на якому були показані знищені танки, бронетранспортери, інша військова техніка турецьких військових в боях за місто. В основному, була показана знищена техніка навколо шпитального комплексу, що знаходиться на пагорбі, що височіє на захід від міста. Серед іншого, у відео показано щонайменше 7 знищених та виведених з ладу танків Leopard 2A4, один M60T, бойову машину FNSS ACV-15, декілька бронеавтомобілів Otokar Cobra, патрульних машин ZPT, тощо.